# Landesbetrieb Landwirtschaft Hessen
Der Landesbetrieb Landwirtschaft Hessen (LLH) ist eine staatliche Bildungs- und Beratungseinrichtung des Bundeslandes Hessen. Er ist eine nachgeordnete Behörde des Hessischen Ministeriums für Landwirtschaft und Umwelt, Weinbau, Forsten, Jagd und Heimat.

## Geschichte
Der Landesbetrieb Landwirtschaft Hessen wurde am 1. Januar 2005 als Nachfolger des Hessischen Dienstleistungszentrums für Landwirtschaft, Gartenbau und Naturschutz (HDLGN) gegründet. Ihm wurden die Aufgaben des HDLGN im Bereich Landwirtschaft und Gartenbau übertragen. Am 1. April 2010 wurde mit der Eingliederung des Hessischen Landgestüts Dillenburg der Aufgabenbereich erweitert.

## Aufgaben
Der Landesbetrieb Landwirtschaft Hessen übernimmt im Auftrag des Landes Hessen die landwirtschaftliche und gartenbauliche Beratung, Bildung und Fachinformation für die landwirtschaftlichen und gartenbaulichen Betriebe in Hessen. Im Rahmen seiner Arbeit setzt der Landesbetrieb Landwirtschaft Hessen neue Erkenntnisse aus Wissenschaft und Forschung in praxisrelevante Handlungsempfehlungen um. Dadurch werden die Betriebe in ihrer Arbeit entsprechend ihrer Bedürfnisse unterstützt. In die landwirtschaftliche Beratung fließen die Informationen aus eigenen Versuchen ein, die am Landwirtschaftszentrum Schloss Eichhof in Bad Hersfeld sowie fünf weiteren Standorten in Hessen durchgeführt werden. Versuchsergebnisse aus dem gartenbaulichen Versuchswesen am Landesbetrieb Landwirtschaft Hessen-Gartenbauzentrum in Geisenheim gehen in die gartenbauliche Beratung ein. Die gesetzlichen Richtlinien und Rahmenbedingungen für einen ordnungsgemäßen Land- und Gartenbau werden berücksichtigt. Zu diesen zählen auch tiergerechte Haltungs- und Nutzungsformen, die Schonung natürlicher Ressourcen, die Förderung der Bodenfruchtbarkeit und die Erhaltung und Pflege schützenswerter Landschaftsbestandteile.

## Standorte
Der LLH ist eine landesweit tätige Einrichtung mit folgender Zentrale bzw. Außenstellen:
- Zentrale (Kassel)
- Bildungs- und Beratungszentren: Alsfeld, Fritzlar, Griesheim und Petersberg
- Landwirtschaftszentrum Eichhof (Bad Hersfeld)
- Bildungsseminar Rauischholzhausen (Ebsdorfergrund)
- Gartenbauzentrum (Geisenheim)
- Versuchsstation Kassel-Harleshausen
- Hessisches Landgestüt Dillenburg